# Язлав
Язла́в (рос. Язлав, башк. Яҙлау) — присілок у складі Куюргазинського району Башкортостану, Росія. Входить до складу Якшимбетовської сільської ради.
Населення — 163 осіб (2010; 207 в 2002).
Національний склад:
- башкири — 72%